# Carl Gottlieb Svarez

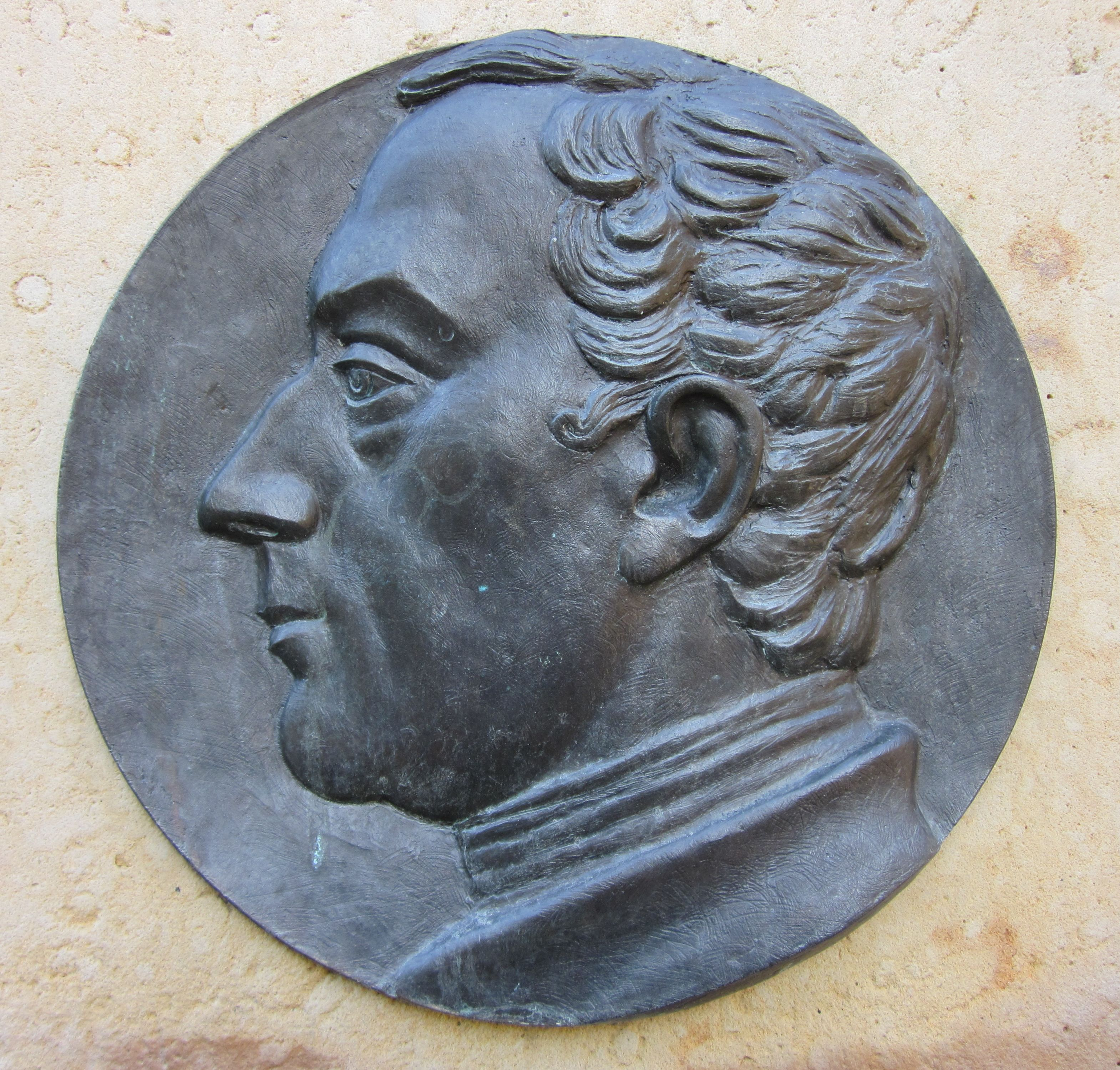
Porträtmedaillon von Svarez an einer Informationsstele im Luisenstädtischen Kirchpark in Berlin-Mitte

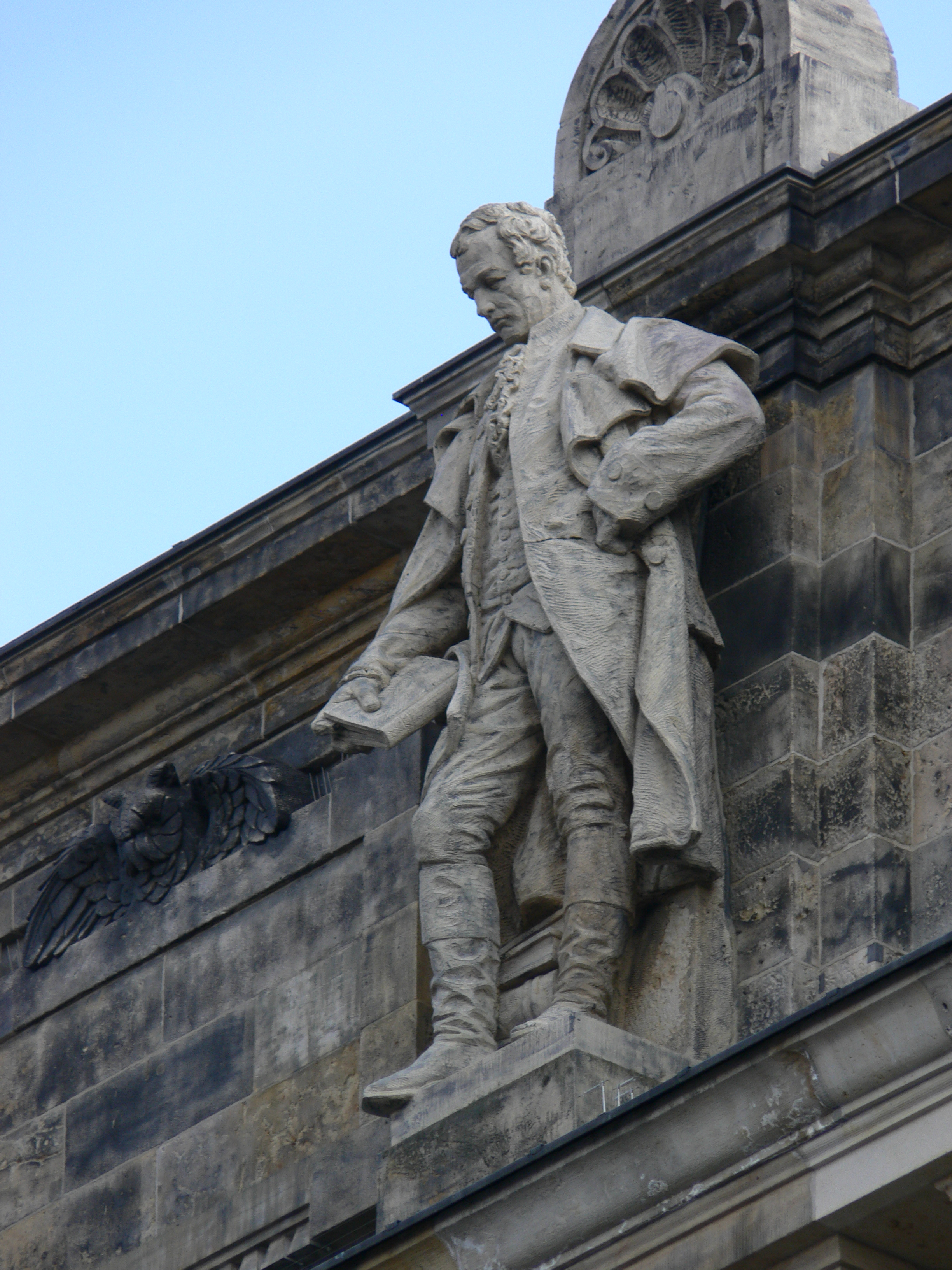
Statue Svarez’ an der Fassade des Leipziger Reichsgerichtsgebäudes

Carl Gottlieb Svarez (ursprünglich Schwartz; * 27. Februar 1746 in Schweidnitz; † 14. Mai 1798 in Berlin) war ein preußischer Jurist und Justizreformer.

## Leben
Er war Sohn des Advokaten und Ratsherrn Gottfried Schwartz, der seinen Familiennamen zunächst in Schwaretzius, dann Schwaretz und Schvarez latinisiert hatte. Carl Gottlieb wiederum benutzte zeitlebens die Form Svarez. Svarez nahm 1762 das Studium der Rechtswissenschaften an der Brandenburgischen Universität Frankfurt auf und legte 1766 in Breslau das Assessor-Examen ab. Ab 1771 war er dort als Oberamtsregierungsrat der engste Mitarbeiter des damaligen schlesischen Justizministers und späteren preußischen Großkanzlers Johann Heinrich von Carmer. 1779 wurde der Müller-Arnold-Prozess zum Anlass für seine Berufung an das Berliner Justizministerium. 
In dieser Stellung war er maßgeblich an der Ausarbeitung der bald verabschiedeten preußischen Gesetzeswerke beteiligt, etwa des Zensuredikts vom 19. Dezember 1788, insbesondere aber des durch die Allgemeine Gerichtsordnung bald abgelösten Corpus Juris Fridericianum und des Allgemeinen Landrechts für die Preußischen Staaten (ALR). Die letztgenannten Arbeiten prägten das Rechtsleben in Preußen auf Jahrzehnte. Als das Gesetz 1794 in Kraft trat, waren auf Anweisung Friedrich Wilhelms II. von Svarez eingearbeitete Beschränkungen der königlichen Einflussnahme auf die Justiz wieder gestrichen worden.
Seine Tätigkeit erschöpfte sich aber nicht in der Arbeit an diesen Projekten. Er unterrichtete den späteren König Friedrich Wilhelm III. mit den erhalten gebliebenen Kronprinzenvorträgen und wandte sich mit seinem populären „Unterricht über die Gesetze“ an die preußische Bevölkerung, ebenso mit dem (fingierten) „Briefwechsel über die gegenwärtige Justiz-Reform in den Preußischen Staaten“. Mit seinem Schaffen gehörte er zu den bedeutendsten Juristen seiner Zeit, der Epoche des Vernunftrechts. Im April 1798 berief ihn der König in die Akademie der Wissenschaften. Seine Einführung dort unterblieb, weil er bereits am 14. Mai 1798 einem Unterleibsleiden erlag.
Carl Gottlieb Svarez war mit Johanna Dorothea Arndt (1755–1827) verheiratet, die Ehe blieb aber kinderlos. Johanna Dorothea Arndt war die Schwester des Historikers Gottfried August Arndt (1748–1819).

## Ehrungen
- An Svarez erinnert eine Statue am Nordflügel des Reichsgerichtsgebäudes in Leipzig (heute Sitz des Bundesverwaltungsgerichts) die dort neben Statuen anderer bedeutender Rechtsgelehrter, die für die Rechtseinheit wichtige Beiträge geleistet haben, steht (Eike von Repgow, Johann Jacob Moser, Johann von Schwarzenberg, Paul Johann Anselm von Feuerbach und Friedrich Karl von Savigny).
- Die Suarezstraße im Berliner Bezirk Charlottenburg-Wilmersdorf wurde am 30. Juli 1897 nach Carl Gottlieb Svarez benannt. Von 1893 bis 1897 war ihr Name Prinzessinnenweg gewesen.[4]
- Seit 2011 verleihen die Bundesländer Berlin und Brandenburg den mit 5.000 Euro dotierten Justizpreis „Berlin-Brandenburg – Carl Gottlieb Svarez“ im jährlichen Wechsel.[5] Ausgezeichnet werden herausragende juristische Dissertationen, die die Rechtsanwendung in der juristischen Praxis oder das Verständnis für die Grundlagen der Rechtsanwendung fördern.

## Werke (Auswahl)
- Sammlung alter und neuer Schlesischer Provinzial-Gesetze zum täglichen Gebrauche für Richter und Advocaten. Erster Theil. Wilhelm Gottlieb Korn, Breßlau 1771.
- Sammlung alter und neuer Schlesischer Provinzial-Gesetze zum täglichen Gebrauche für Richter und Advocaten. Des Zweiten Theils Erste Abtheilung. Wilhelm Gottlieb Korn, Breßlau.
- Sammlung alter und neuer Schlesischer Provinzial-Gesetze zum täglichen Gebrauche für Richter und Advocaten. Des Zweiten Theils Zweite Abtheilung. Wilhelm Gottlieb Korn, Breßlau 1773.
- Bemerkungen über die Schlesische Landschaft besonders bey den gegenwärtigen Zeitläuften. Wilhelm Gottlieb Korn, Breslau 1778.
- Brief-Wechsel über die gegenwärtige Justiz-Reform in den Preußischen Staaten, nebst einigen nach den Vorschriften der neuen Prozeß-Ordnung instruirten Acten. Erstes Heft. George Jacob Decker, Berlin 1780.
- Brief-Wechsel über die gegenwärtige Justiz-Reform in den Preußischen Staaten, nebst einigen nach den Vorschriften der neuen Prozeß-Ordnung instruirten Acten. Zweites Heft. George Jacob Decker, Berlin 1781.
- An das Publikum. Ueber die alte und neue Prozeß-Ordnung. George Jacob Decker, Berlin 1782.
- Carl Gottlieb Svarez, Gottlieb Goßler: Unterweisung für die Parteien zu ihrem Verhalten bei Prozessen und andern gerichtlichen Angelegenheiten. Nach Anleitung der allgemeinen Gerichtsordnung für die Preußischen Staaten entworfen. Nicolai, Berlin 1796 (Digitalisat).
- Svarez' amtliche Vorträge bei der Schluß-Revision des Allgemeinen Landrechts. Johann Fridrich Starcke, Berlin 1833 (Digitalisat).

Moderne Werkausgaben
- Carl Gottlieb Svarez: Gesammelte Schriften, 12 Bde., hrsg. von Peter Krause in Verbindung mit der Forschungsstelle Vernunftrecht und Preußische Rechtsreform an der Universität Trier. Frommann-Holzboog, Stuttgart-Bad Cannstatt 1996 ff., ISBN 978-3-7728-1788-5
- Auszug Von dem Privat- oder bürgerlichen Rechte überhaupt, in: Rainer Siegle, Hrsg.: Heinrich von Kleist: Michael Kohlhaas. Mit Materialien. Klett, Stuttgart 1979 u. ö., Reihe: Editionen. ISBN 3-12-351500-1, S. 143f.; aus: Svarez, Vorträge über Recht und Staat, Hrsg. von Hermann Conrad, Gerd Kleinheyer. Westdeutscher Verlag, Köln 1960.